# 호리이케 다쿠미
호리이케 다쿠미(일본어: 堀池 巧, 1965년 9월 6일 ~ )는 일본의 전 축구 선수이다.

## 구단 경력
1988년 일본 사커 리그의 요미우리에 입단했다. 1990-91년과 1991-92년 2번의 일본 사커 리그 우승을 차지했다. 1992년 J1리그의 시미즈 에스펄스로 이적했다. 1996년에 J리그컵 우승을 차지했다. 1998년까지 180경기에 출전하여, 3득점을 넣었다. 1998년부터 1999년까지 세레소 오사카에서 뛰었다. 1999년후 현역 은퇴.

## 국가대표팀 경력
그는 1986년 메르데카 국제축구대회에 참가할 일본 국가대표팀에 발탁되었으며, 8월 1일 말레이시아와의 경기에서 데뷔했다. 2번의 아시안 게임, 2번의 AFC 아시안컵, 1995년 킹 파흐드컵에도 출전했다. 1992년 아시안컵 우승에 기여했다. 그는 1995년까지 국제 A매치 통산 58경기에 출전, 2득점을 넣었다.

## 통계
| 일본 | 일본 | 일본 |
| 연도 | 출전 | 득점 |
| ---- | ---- | ---- |
| 1986 | 2    | 0    |
| 1987 | 11   | 0    |
| 1988 | 1    | 0    |
| 1989 | 11   | 1    |
| 1990 | 6    | 0    |
| 1991 | 2    | 0    |
| 1992 | 7    | 0    |
| 1993 | 16   | 1    |
| 1994 | 0    | 0    |
| 1995 | 2    | 0    |
| 통산 | 58   | 2    |